# ジョウ・オハラ
ジョー・オハラ（英語: Joe Ohara, 1903年12月10日 - 没年不詳）は、日本の俳優である。本名は仁平 久（にへい ひさし）。別表記ジョウ・オハラ、ジョー・オ・ハラ、ジョー 大原（ジョー おおはら）。別芸名大原 仁美（おおはら ひとみ）、大原 譲および大原 穣（おおはら じょう）。新派俳優西田敏夫と共に小松商会の専属俳優から始まり、新興キネマ東京撮影所、大映東京撮影所などで長く活躍した名脇役として知られる。

## 人物・来歴
1903年（明治36年）12月20日、秋田県秋田市に生まれる。
旧制・秋田県立秋田中学校（現在の秋田県立秋田高等学校）を卒業し東京へ移転、旧制・専修商業学校（現在の専修大学）を卒業した後に映画会社小松商会に入社している。1925年（大正14年）3月、京都の日活大将軍撮影所に移籍、同年公開の『此の母を見よ』で本格的に映画界にデビューした。1933年（昭和8年）、新興キネマに移籍、現代劇に出演を続けるが、1935年（昭和10年）、マキノ正博が同年末に新しく開いたトーキーのための撮影所、マキノトーキー製作所に入社、現代劇のほか、『次郎長裸旅』で小政を演じている。
まもなく新興キネマに復帰、東京に新設された現代劇の撮影所、新興キネマ東京撮影所（現在の東映東京撮影所）に異動する。1942年（昭和17年）1月27日、戦時統合によって大映が設立され、新興キネマは合併して東京撮影所は閉鎖されたが、オハラは「大原 穣」と名を改め同社に継続入社する。第二次世界大戦終結後は、大映東京撮影所（かつての日活京都撮影所、現在の角川大映撮影所）に所属し、満68歳となる1971年（昭和46年）末の大映倒産まで、同社に所属して脇役俳優を続けた。その後の消息は不明、没年不詳。

## フィルモグラフィ
すべてクレジットは「出演」である。公開日の右側には役名、および東京国立近代美術館フィルムセンター（NFC）所蔵等の上映用プリントの現存状況についても記す。同センター等に所蔵されていないものは、とくに1940年代以前の作品についてはほぼ現存しないフィルムである。

### 日活大将軍撮影所
- 『此の母を見よ』 : 監督楠山律、1925年公開[1]

### 新興キネマ京都撮影所
- 『間貫一』 : 監督木村恵吾、1933年公開
- 『花嫁選手』 : 監督川手二郎、1933年公開
- 『街の灯』 : 監督清涼卓明、1933年公開
- 『結婚快走記』 : 監督川手二郎、1933年公開
- 『祇園祭』 : 監督溝口健二、1933年公開
- 『青春街』 : 監督村田実、1933年公開
- 『街のゴーストシップ』（『愛のゴーストップ』） : 監督上野信二郎、1934年公開
- 『愉快な溜息』 : 監督上野信二郎、1934年公開
- 『誕生日』 : 監督川手二郎、1934年公開
- 『ババの青春』 : 監督上野信二郎、1934年公開
- 『霧笛』 : 監督村田実、1934年公開 - 下男、現存（NFC所蔵[4]）
- 『河の上の太陽』 : 監督内田吐夢、1934年公開
- 『牧場の兄弟』 : 監督木村恵吾、1934年公開
- 『細君のネロ 家庭争議の巻』 : 監督川手二郎、1934年公開
- 『男の掟』 : 監督田中重雄、1934年公開
- 『春菊灯篭』 : 監督木村恵吾、1934年公開
- 『山の叫び声』 : 監督村田実、1934年公開
- 『花嫁突進』 : 監督久松静児、1934年公開
- 『世紀の青空』 : 監督牛原虚彦、製作高田プロダクション（高田稔）、配給新興キネマ、1934年公開
- 『新版夫婦読本』 : 監督久松静児、1935年公開
- 『港の夜霧』 : 監督清涼卓明、1935年公開

### 新興キネマ東京撮影所
- 『福寿草』 : 監督川手二郎、1935年公開
- 『ヒュッテの一夜』 : 監督落合吉人・西鉄平、1935年公開
- 『女の友情』 : 監督村田実、1935年公開
- 『自活する女』 : 監督青山三郎、1935年公開
- 『恋の浮島』 : 監督川手二郎、1935年公開
- 『戦国奇譚 気まぐれ冠者』 : 監督伊丹万作、1935年5月30日公開 - 敵国の殿様、現存（NFC所蔵[4]）
- 『竜延香』 : 監督曽根千晴、製作高田プロダクション、配給新興キネマ、1935年公開
- 『木曽情話』 : 監督松崎博臣、1935年公開
- 『三ッ角段平 股旅新八景』 : 監督振津嵐峡、製作片岡千恵蔵プロダクション、配給新興キネマ、1935年公開
- 『若人の世界』 : 監督上砂泰蔵、1935年公開
- 『私のあなた』 : 監督曽根千晴、1935年公開
- 『王者目指して』 : 監督上野真嗣、1935年公開
- 『青色五人女』 : 監督石田民三、1936年公開

### マキノトーキー製作所
- 『無鉄砲選手』 : 監督根岸東一郎、1935年公開 - 現代劇、15分の部分が現存（NFC所蔵[4]）
- 『涯てなき航路』 : 監督田丸重雄、1936年製作・公開
- 『次郎長裸旅』 : 監督久保為義・マキノ正博・根岸東一郎、1936年4月15日公開 - 小政、25分の部分が現存（NFC所蔵[4]）
- 『鋪道の囁き』 : 監督鈴木伝明、製作加賀ブラザースプロダクション（加賀四郎）、1936年製作、1946年公開 - 新聞記者A、現存（NFC所蔵[4]）

### 新興キネマ東京撮影所
- 『青葉の夢』 : 監督西鉄平、1936年公開
- 『掏摸の家』 : 監督牛原虚彦、製作高田プロダクション、配給新興キネマ、1936年公開
- 『小間使日記』 : 監督伊奈精一、1936年公開
- 『新月抄』 : 監督村田実・鈴木重吉、1936年公開
- 『豪快一代男』 : 監督曽根千晴、1936年公開
- 『母の花園』 : 監督西鉄平、1936年公開
- 『町内の看板娘』 : 監督落合吉人、1936年公開
- 『脱線令嬢』 : 監督曽根千晴、1937年公開
- 『花なき春の歌』 : 監督勝浦仙太郎、1937年公開
- 『泣くな鴎よ』 : 監督住吉健嗣、1937年公開
- 『青空士官』 : 監督落合吉人、1937年公開
- 『愛怨峡』 : 監督溝口健二、1937年公開 - 小唄流行亭左松、現存（NFC所蔵[4]）
- 『女性の勝鬨』 : 監督曽根千晴、1937年公開
- 『乙女十九』 : 監督久松静児、1937年公開
- 『初春娘』 : 監督沼波功雄、1940年公開

### 大映東京撮影所
- 『香港攻略 英國崩るゝの日』 : 監督田中重雄、1942年11月19日公開 - 支那新聞記者、現存（NFC所蔵[5]）
- 『重慶から来た男』 : 監督山本弘之、1943年11月11日公開 - 高、現存（NFC所蔵[5]）
- 『十三の眼』(京都作品) : 監督松田定次、1947年公開 - 中浜信三、現存）
- 『牝犬』 : 監督木村惠吾、1951年8月10日公開 - 役名不明、現存（NFC所蔵[4]）
- 『雪割草』 : 監督田坂具隆、1951年3月24日公開 - 浮浪漢、現存（NFC所蔵[4]）
- 『君待船』 : 監督西村元男、1954年9月8日公開 - 役名不明、現存（NFC所蔵[4]）
- 『新女性問答』 : 監督島耕二、1955年公開
- 『赤線地帶』 : 監督溝口健二、1956年3月18日公開 - 役名不明、現存（NFC所蔵[4]）
- 『人情馬鹿』 : 監督清水宏、1956年4月18日公開 - 役名不明、現存（NFC所蔵[4]）
- 『月の紘道館』 : 監督木村恵吾、1956年7月5日公開
- 『ねんねこ社員』 : 監督斎村和彦、1956年7月25日公開
- 『くちづけ』 : 監督増村保造、1957年公開 - モデルクラブ店主、現存（NFC所蔵[4]）
- 『夜の蝶』 : 監督吉村公三郎、1957年公開 - 靴みがき、現存（NFC所蔵[4]）
- 『日露戦争勝利の秘史 敵中横断三百里』 : 監督森一生、1957年公開 - 支那軍の將校、現存（NFC所蔵[4]）
- 『悲しみは女だけに』 : 監督新藤兼人、1958年2月26日公開 - 役名不明、現存（NFC所蔵[4]）
- 『一粒の麦』 : 監督吉村公三郎、1958年9月14日公開 - 井上の伯父、現存（NFC所蔵[4]）
- 『母のおもかげ』 : 監督清水宏、1959年3月4日公開 - 役名不明、現存（NFC所蔵[4]）
- 『浮草』 : 監督小津安二郎、1959年11月17日公開 - 役名不明、現存（NFC所蔵[4]）
- 『海底人8823』 : 監督中川順（中川順夫）・保田進・木俣和夫、テレビ映画、1960年1月3日 - 同年6月28日放映
- 『勝利と敗北』 : 監督井上梅次、1960年4月27日公開 - 役名不明、現存（NFC所蔵[4]）
- 『家庭の事情』 : 監督吉村公三郎、1962年1月3日公開 - 不動産会社社員、現存（NFC所蔵[4]）
- 『秦 始皇帝』 : 監督田中重雄、1962年1月10日公開
- 『大怪獣決闘 ガメラ対バルゴン』 : 監督田中重雄、1966年公開 - 老酋長（カレンの父）、現存（NFC所蔵[4]）
- 『大怪獣空中戦 ガメラ対ギャオス』 : 監督湯浅憲明、1967年公開 - ホテル・ハイランド支配人、現存（NFC所蔵[4]）
- 『女賭博師さいころ化粧』 : 監督井上芳夫、1969年公開